# Louis Bacuez
Louis Bacuez (1820-1892) est un membre du clergé français vivant au XIXe siècle, auteur de plusieurs ouvrages religieux ayant connu le succès à son époque.

## Biographie
Nicolas Louis Bacuez nait le 3 février 1820 à Loison-sous-Lens, dans le département du Pas-de-Calais. Il est le fils de Pierre Louis Joseph Bacuez, arpenteur, et de Charlotte Hache.
Il effectue ses études au séminaire d'Arras. Il vient à Paris au séminaire Saint-Sulpice en 1842. Il est ordonné prêtre le 1er juin ou le 21 juin 1844.
Louis Bacuez assure l'enseignement de la philosophie au séminaire de Rodez de 1844 à 1847. Puis il est nommé professeur de morale à Lyon de 1847 à 1854.
En 1854, il est nommé directeur des maisons de philosophie à Angers jusqu'en 1863, puis il occupe la même fonction à Nantes en 1863-1864.
Il est alors appelé à Paris au séminaire Saint-Sulpice, afin de prendre en charge le cours d'écriture sainte.
En 1871, lors de la Commune de Paris, le séminaire Saint-Sulpice est envahi par les gardes nationaux. Louis Bacuez est arrêté. Comme nombre de religieux, il fait partie des otages pris par les dirigeants de la Commune en réponse à l'attitude des « Versaillais ». Il est incarcéré du 9 au 28 mai 1871 dans la prison de La Roquette. Il échappe à la mort lors de la semaine sanglante de mai 1871. Néanmoins, il aura à  regretter la perte de manuscrits jetés au feu par les gardes nationaux.
Libéré, il reprend son enseignement.
Louis Bacuez est un des trois directeurs du séminaire Saint-Sulpice d'Issy-les-Moulineaux au moment de sa mort en 1892. Il ne loge pas sur place mais habite en ville.
Louis Bacuez meurt au séminaire d'Issy-les-Moulineaux, le 31 août 1892, âgé de 72 ans.
Ses obsèques, célébrées dans la chapelle du séminaire d'Issy, sont présidées par le supérieur général de Saint-Sulpice en présence de plusieurs sommités ecclésiastiques.
Selon l'auteur de sa nécrologie, Louis Bacuez a mené « une vie d'étude, de prière et de méditation : une vraie vie de sulpicien ». Il a été enterré au cimetière du Montparnasse, comme avant lui nombre de séminaristes et directeurs de Saint-Sulpice.

## Œuvres
Louis Bacuez est l'auteur de nombreux ouvrages religieux fort estimés à l'époque, souvent traduits (en anglais, italien, allemand) et réédités à plusieurs reprises, y compris de nombreuses années après sa mort. Il écrit seul ou en collaboration avec d'autres auteurs dont Fulcran Vigouroux.
Selon son biographe, « Son principal mérite, qui fit sa réputation et lui permit d'exercer une grande influence sur les séminaristes et les prêtres, ce fut la publication de divers ouvrages de spiritualité qui furent très répandus ».
La nécrologie publiée en 1892 à la suite de son décès souligne que Louis Bacuez a « contribué, pour sa grande part, au relèvement des études bibliques dans les séminaires ».
Le site data de la BnF recense 61 références de Louis Bacuez, dont nombre de rééditions. Plusieurs de ses écrits sont disponibles en ligne. Parmi ses œuvres, peuvent être citées :
- Manuel du séminariste en vacances, ou Sujets d'oraisons et d'examens particuliers pour les jeunes ecclésiastiques dans le monde, Paris, J. Leroux et Jouby, 1855.
- Manuel des vacances à l'usage des grands séminaires par un directeur de séminaire (L. Bacuez), Paris, J. Leroux et Jouby, 1856, 2e édition.
- Du sacerdoce et du saint ministère par les Pères de l'Église, ou Morceaux les plus remarquables des écrivains ecclésiastiques sur les vertus et les fonctions sacerdotales, traduction et texte latin...par un directeur de séminaire (l'abbé Bacuez), Paris, L. Vivez, 1859.
- Du Saint office considéré dans son ensemble et dans ses parties principales au point de vue de la piété, Paris, Poussielgue frère, 1867, 4e édition 1889.
- Petit office de la Bienheureuse Vierge avec une introduction, des notes et des avis pratiques à l'usage des séminaires, des maisons ecclésiastiques, et des communautés religieuses, Paris, Poussielgue frère, 1868.
- Du saint office considéré du point de vue de la piété...par un directeur du séminaire de Saint-Sulpice, Paris, Poussielgue frère, 1872[12].
- Questions sur l'Écriture sainte, ou Programme détaillé pour servir de guide dans l'étude des saints livres... à l'usage des jeunes ecclésiastiques et des prêtres du ministère, par un directeur du Séminaire de Saint-Sulpice (L. Bacuez)...Paris, A. Jouby et Roger, 1874.
- Manuel biblique ou Cours d'Écriture sainte à l'usage des séminaires, 4 volumes, Paris, A. Roger et F. Chernoviz, 1878-1880. Co-auteur : Fulcran Vigouroux. Le livre répondait à un véritable besoin chez les catholiques, la première édition fut quasi épuisée peu de temps après sa sortie[13]. 12e édition 1907-1909, 2 volumes,version revue et corrigée par Augustin Brassac et Fulcran Vigouroux[14],[13].
- Du Divin Sacrifice et du prêtre qui le célèbre, Paris, A. Roger et F. Chernoviz, 1888, 2e édition 1895.
- Instructions et méditations à l'usage des ordinands... par L. Bacuez, Paris, A. Roger et F. Chernoviz, trois tomes[2], 1890.
- De l'intérêt et de l'usure au point de vue de la conscience, ou accord de la pratique légale avec les principes théologiques, en matière de prêt à intérêt. Dissertation théologique par L. Bacuez, Paris, séminaire de Saint-Sulpice, 1891.
- Du directeur de séminaire, conditions, devoir, pratique, Paris, A. Roger et F. Chernoviz, 1892.
- Instructions et méditations à l'usage des ordinands... par L. Bacuez,... 2e édition, Paris, A. Roger et F. Chernoviz, 1893.
- Le saint Office considéré au point de vue de la piété, par L. Bacuez,... 5e édition, Paris, Vve C. Poussielgue, 1904
- Saint François de Sales, modèle du guide du prêtre et du pasteur...par Bacuez...Nouvelle édition, Paris, A. Roger et F. Chernoviz, 1914[15].
- L'Office divin et la Vie de l'Église. Le Saint Office considéré au point de vue de la piété, par L. Bacuez, S.S. Introduction. Complément. Supplément par A. Vigourel, S.S. 6e édition, 1925.
- Manuel des vacances à l'usage des séminaires, par L. Bacuez, directeur au séminaire de Saint-Sulpice, 19e édition en 1931, Ligugé, impr. E. Aubin et fils ; Paris, André Blot, éditeur, 1931.

## Postérité
L'ouvrage le plus répandu et le plus réédité dont Louis Bacuez est un des auteurs, le Manuel biblique, va connaitre un sort funeste dans les années 1920. Le livre mis à jour par Augustin Brassac, professeur d'écriture sainte au séminaire d'Issy, était traduit en anglais, espagnol, italien et utilisé dans les séminaires de la compagnie de Saint-Sulpice. Il va être considéré trop audacieux en 1920 et condamné par les services du pape Pie XI en 1923. Il semble en réalité qu'il faisait les frais de luttes d'influence entre courants religieux dans l'Église,. La condamnation va jeter le trouble dans le monde catholique et priver les étudiants d'un guide très répandu.

## Portrait
Une photographie de Louis Bacuez figure dans un ouvrage de la fin du XIXe siècle.